# アリアンヌ・アスカリッド
アリアンヌ・アスカリッド（Ariane Ascaride, 1954年10月10日 - ）はフランス出身の女優。
イギリスのトップ女優の一人で、夫でもあるロベール・ゲディギャン監督作品の出演で知られる。フランス最高峰「セザール賞」の主演女優賞をはじめ、欧州で各賞を受賞。

## 来歴
エクサン・プロヴァンス大学で社会学を学んでいたとき、後に映画監督となるロベール・ゲディギャンと出会う。その後、パリのフランス国立高等演劇学校で演技を学ぶ。
1976年より映画に出演して、女優業をはじめるが、同時に舞台でも活躍。
1981年にはゲディギャンの初監督作品「Dernier été」に出演し、以後ゲディギャン作品の常連となる。
1996年の『マルセイユの恋』でセザール賞主演女優賞を受賞。以来、同賞はゲディギアンの「Marie-Jo et ses deux amours」(2002)と『キリマンジャロの雪』(2011)で主演女優賞、『クレールの刺繍』(2003)で助演女優賞にノミネート。さらにゲディギアン作品の「La ville est tranquille」(2000)でバリャドリッド国際映画祭最優秀女優賞、「Le Voyage en Arménie」(2006)で第1回ローマ国際映画祭最優秀女優賞を受賞している。
なお、映画、テレビ、舞台と精力的に活動しているが、日本での映画公開作は少ない。

## 主な作品
- 華麗なる昼食会　La Communion solennelle (1977)　シネクラブ英語字幕付16ミリ上映
- Dernier Été (1981／ゲディギアン作品)
- モーツアルト　Mozart (1982／TVミニシリーズ)
- À la vie, à la mort ! (1995／ゲディギアン作品)
- マルセイユの恋　Marius et Jeannette (1997／ゲディギアン作品)
- 幼なじみ　À la place du cœur (1998／ゲディギアン作品)
- La ville est tranquille (2000／ゲディギアン作品)
- 愉快なフェリックス　Drôle de Félix (2000) フランス映画祭上映
- Marie-Jo et ses deux amours (2002／ゲディギアン作品)
- クレールの刺繍　Brodeuses (2003)
- ヴィーナス＆アポロ　恋してエステ　4 　Vénus & Apollon (2005／TVシリーズ、エピソード出演：第11話「未練－早春」Soin remanence )
- Le Voyage en Arménie (2006／ゲディギアン作品)
- Lady Jane (2008／ゲディギアン作品)
- Histoires de vies (2009／TVシリーズ、挿話「Ceux qui aiment la France」の監督のみ)
- ジョルジュ・サンドとファンシェット　George et Fanchette (2010／TV映画) TV5MONDEで日本語字幕付放映
- 骨折　Fracture (2010／TV映画) TV5MONDEで日本語字幕付放映
- 幻の薔薇　Roses à crédit (2011／TV映画／アモス・ギタイ監督) 第11回東京フィルメックスにて上映
- キリマンジャロの雪　Les Neiges du Kilimandjaro (2011／ゲディギアン作品)
- ナタリー　La Délicatesse (2011) DVDスルー
- 離婚で婚約？！　Divorce et Fiançailles (2012／TV映画) TV5MONDEで日本語字幕付放映
- 奇跡の教室 受け継ぐ者たちへ　Les Heritiers (2014) - アンヌ 役 [1]
- Une histoire de fou (2015／ゲディギアン作品)
- 海辺の家族たち La Villa (2017／ゲディギアン作品)